# Kulturåret 1766

## Födda
- 22 april - Germaine de Staël (död 1817), fransk författare.
- 13 maj - Carl von Rosenstein (död 1836), svensk ärkebiskop och ledamot av Svenska Akademien.
- 9 juli - Johanna Schopenhauer (död 1838), tysk romanförfattarinna.
- 11 oktober - Nólsoyar Páll (död 1809), färöisk sjöman, båtbyggare, uppfinnare, bonde och nationaldiktare.
- 28 oktober - Andreas Widerberg (död 1810), svensk skådespelare.

## Avlidna
- 14 april - Sven Gustafsson Stoltz (född omkring 1710), svensk konterfejare och kyrkomålare.
- 7 november - Jean-Marc Nattier (född 1685), fransk rokokomålare.
- 12 december - Johann Christoph Gottsched (född 1700), tysk författare och estetiker.